# Zuihōden
El Zuihōden (en japonés: 瑞鳳殿) en Sendai, prefectura de Miyagi, en Japón es un complejo del mausoleo de Date Masamune y sus herederos, los daimyō del Dominio Sendai. Cuando Date Masamune, conocido como "el dragón tuerto" (独眼竜) Y fundador del dominio Sendai, murió en 1636, dejó instrucciones para la edificación de un mausoleo. Zuihoden fue erigido en el año siguiente. Varios de los daimyō y demás miembros del clan Date están enterrados en el mismo terreno. La mayoría de los monumentos fueron destruidos por los bombardeos y los incendios posteriores en 1945 y posteriormente reconstruidos en su estilo original Momoyama.